# Planchas de Nefi

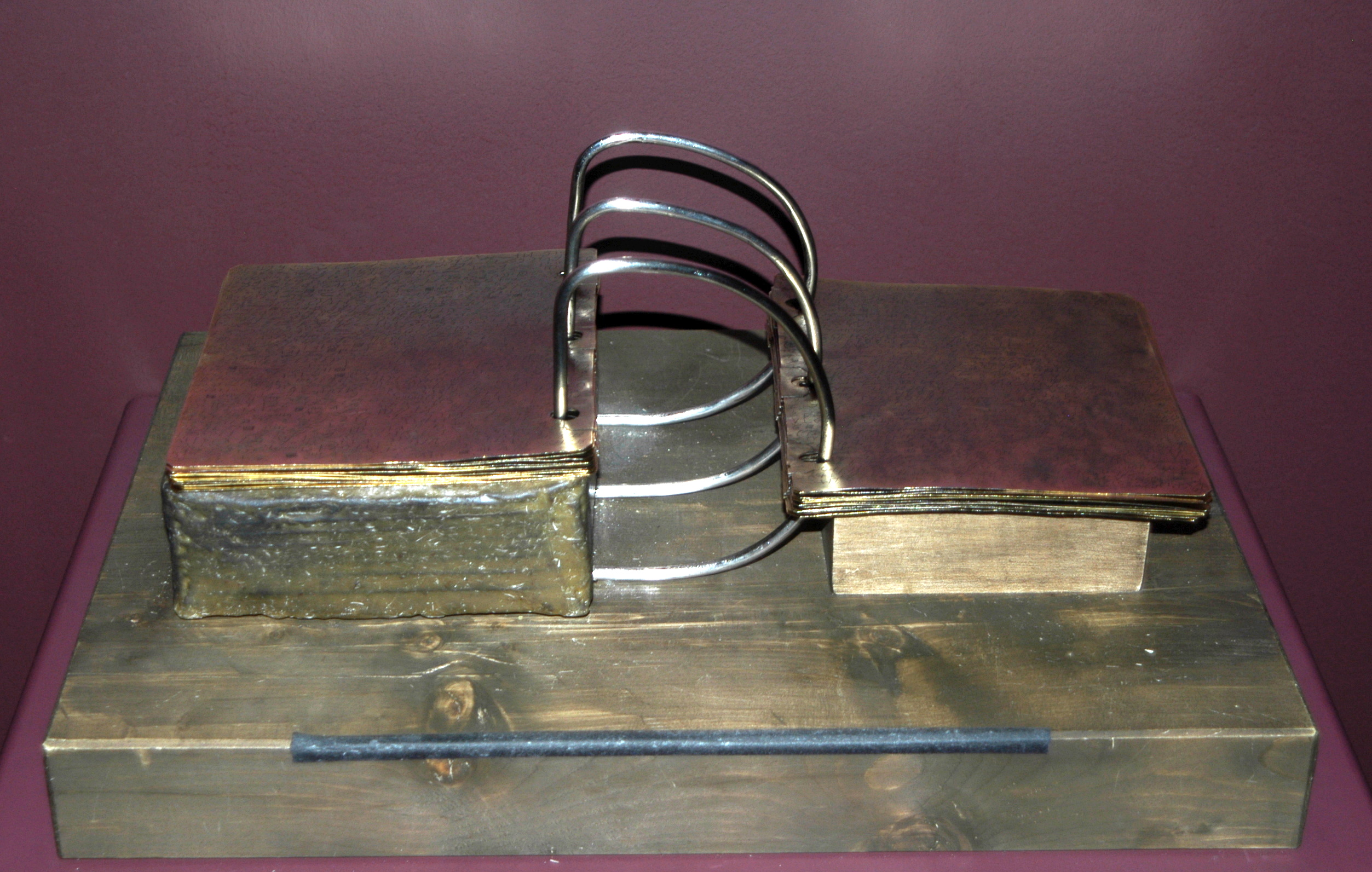
Modelo a escala de las planchas de oro basadas en la descripción de Joseph Smith

Las planchas de Nefi son documentos mencionados en el Libro de Mormón, los cuales, según los miembros del Movimiento de los Santos de los Últimos Días o mormonismo, fueron creadas por un grupo de antiguos habitantes de América precolombina para registrar parte de su historia y experiencia religiosa. A partir de ellas se tradujo el mencionado libro.
Según los seguidores de este movimiento, que comprende la La Iglesia de Jesucristo de los Santos de los Últimos Días y otras denominaciones, su fundador Joseph Smith halló dichas planchas por revelación divina y las tradujo desde una lengua denominada egipcio reformado al inglés. El texto original, salvo  supuestamente unos pocos caracteres, nunca se transcribió y la traducción fue hecha, según palabras de Smith: "Por el don y el poder de Dios". Una vez traducidas, las planchas fueron entregadas al ángel que las había revelado, por lo que es imposible acceder a ellas. Existen testimonios firmados acerca de su existencia, pero ninguno de ellos es concluyente, ya que nunca se aclara si fueron vistas realmente o "en una visión". Por otra parte, no se mostraron ante expertos; el único erudito consultado, Charles Anthon solamente vio la copia en papel de algunos caracteres. Acerca de su opinión, quien lo consultó (seguidor de Smith) declaró que certificó que se trataba de verdaderos caracteres egipcios, el propio Anthon negó más tarde esta versión.

## Planchas Menores
Según se relata en el Libro de Mormón, Después de que Nefi empezara las Planchas Mayores, recibió instrucciones del Señor de hacer otro juego de planchas para grabar «el ministerio y las profecías, sus partes más claras y preciosas...» Estas planchas menores fueron guardadas por los descendientes de Nefi hasta el 150 a. C., cuando el profeta Amalekí entregó las planchas al rey Benjamín, rey de Zarahemla, quien «las puso con las otras planchas que contenían anales que los reyes habían transmitido de generación en generación». Lo último escrito por Amalekí fue para decir que las planchas menores estaban llenas y desde ese punto no hubo más agregados a las planchas menores. Mormón no hizo el compendio de las planchas menores, pero sí los incluyó con los anales que dio a su hijo Moroni.
Los seis primeros libros del Libro de Mormón, desde el Primer Libro de Nefi hasta el Libro de Omni, supuestamente corresponden a la traducción de las Planchas Menores de Nefi.

## Planchas Mayores
Las Planchas Mayores de Nefi fueron mantenidas continuamente hasta el 385 d. C., cuando el profeta Mormón, viendo que la destrucción de la nación nefita era inminente, abrevió las Planchas Mayores de Nefi. Este compendio, con adiciones del hijo de Mormón, Moroni, fue parte de un juego de planchas de oro que Moroni entregó a Joseph Smith en 1827.
Los textos del Libro de Mormón, desde las Palabras de Mormón hasta el Cuarto Libro de Nefi, son tomadas del compendio de Mormón de las Planchas Mayores. Aunque la intención de las Planchas Mayores era principalmente la historia secular de los nefitas, es obvio basándonos en la versión actual del Libro de Mormón que también había en él un notable contenido espiritual, incluyendo sermones, profecías y lecciones morales. Algunos periodos de tiempo se cuentan con más detalle que otros, en particular, una serie de guerras entre nefitas y lamanitas en el Libro de Alma. No está del todo claro en el texto si esa detallada cobertura es reflejo del registro original o un excedente en el compendio de Mormón.

### Libro de Lehi
Según el relato del Libro de Mormón, Nefi mencionó «los anales que mi padre ha llevado» en varias ocasiones. Nefi además mencionó que había hecho una relación del registro de su padre al comenzar su propia historia.
Durante la traducción de las planchas de oro, Joseph Smith de forma renuente permitió a su compañero, Martin Harris, que se llevara la traducción que habían hecho hasta entonces, unas 116 páginas, y se las mostrase a la esposa de Harris y a su familia para convencerles de que el apoyo financiero de Harris hacia Smith valía la pena. A pesar de haberle sido encomendada la seguridad total de las páginas, Harris perdió el manuscrito. La porción extraviada, parte de las Planchas mayores de Nefi, contenía el registro de Nefi de su padre, Lehi y el llamado Libro de Lehi. Joseph Smith registró en el libro Doctrina y convenios, que el Señor le instruyó que no volviera a traducir la porción perdida del libro, sino que continuara con el restante.
En lugar del perdido Libro de Lehi, la traducción de las Planchas menores de Nefi fue usada porque cubrían el mismo periodo de tiempo. Tanto Nefi como Mormón escribieron que las planchas menores se hicieron para un sabio propósito que era conocido por el Señor. Las mencionadas secciones de Doctrina y convenios citan que la pérdida del Libro de Lehi fue prevista por el Señor y que por un sabio propósito se proveyeron las planchas menores.